# Karolina Bochra
Karolina Bochra (ur. 31 sierpnia 1988) – polska piłkarka, grająca na pozycji napastniczki, reprezentantka kraju.
Wychowanka Gola Częstochowa, następnie zawodniczka AZS Wrocław, z którym dwukrotnie wywalczyła mistrzostwo Polski (2006, 2007), jeden raz zdobyła Puchar Polski (2006/07) i zagrała w finale tych rozgrywek (2005/06). Dwa razy wystąpiła w szóstej edycji Pucharu UEFA kobiet, strzelając jedną bramkę.
W seniorskiej reprezentacji Polski zadebiutowała 30 września 2007 w spotkaniu z Meksykiem, a w latach 2007–2017 rozegrała w niej 7 meczów międzypaństwowych, zdobywając 1 gola. Wcześniej w kadrze U-19 rozegrała 9 spotkań, strzelając 7 goli, a w reprezentacji U-17 wystąpiła 4 razy, uzyskując 1 bramkę.